# Le Projet Mars
Le Projet Mars (titre original : Das Marsprojekt) est un roman de science-fiction de l'auteur allemand Andreas Eschbach paru en 2001 et traduit en langue française en 2004. Il a été réédité en 2015 sous le titre Au loin, une lueur.
Ce roman est le premier volume de la série Projet Mars, destinée à la jeunesse. Il est suivi par Les Tours bleues, puis par Les Grottes de verre.

## Édition française
- Le Projet Mars, traduit de l'allemand par Claire Duval, Éditions L'Atalante, coll. La Dentelle du cygne, 2004, 288 p.  (ISBN 2841722740)
- Le Projet Mars, traduit de l'allemand par Claire Duval, Éditions L'Atalante, coll. Le Maedre, 2006, 288 p.  (ISBN 2841722740)
- Au loin, une lueur, traduit de l'allemand par Claire Duval, Éditions L'Atalante, coll. La Dentelle du cygne, 2015, 248 p.  (ISBN 978-2841726998)